# Oscar Bernheim
Oscar Fredrik Bernheim, född 22 juni 1898 i Bollnäs, död 27 februari 1934 i Stockholm, var en svensk landskapsmålare och etsare.
Han var son till tågmästaren Johan Petter Bernheim och Anna Lovisa Svensson och från 1932 gift med Kristina Ester Augusta Humble. Bernheim studerade konst vid Althins målarskola och Wilhelmsons målarskola i Stockholm 1918-1920 samt under studieresor till Wien och Paris. Separat ställde han ut första gången i Bollnäs åren 1918-1919 och man medverkade under 1920-talet i Gävleborgsgruppens utställningar. Han var representerad vid en utställning på Liljevalchs konsthall 1922 och en minnesutställning med hans konst visades i Bollnäs 1949. 